# Altay Hadjiyev
Altay Hadjiyev (en azéri: Altay Əmir oğlu Hacıyev ; né le 2 avril 1931 à Bakou et mort le 12 février 2019 à Bakou) est un peintre azerbaïdjanais, Peintre du peuple de la République d'Azerbaïdjan (2002).

## Biographie
Altay Amir oglu Hadjiyev est né dans la famille de l'artiste Amir Hadjiyev. En 1951, il est diplômé du Collège d'art d'État d'Azerbaïdjan Azim Azimzade et, en 1959, de l'Institut d'État de peinture de Kiev.
Depuis 1959, il participe à d'importantes expositions internationales et nationales. En 1960, il devient membre de l'Union des artistes de l'URSS. De 1962 à 1967, il travaille comme peintre en chef du Comité de presse d'État sous le Conseil des ministres de la RSS d'Azerbaïdjan. En 1982, Altay Hadjiyev reçoit le titre honorifique de Peintre émérite et, en 2002, de Peintre du peuple. En 1995, il obtient le prix Humay. 
Altay Hajiyev est retraité présidentiel depuis 2003.

## Activité artistique
Plusieurs expositions individuelles de l'artiste sont organisées. Des expositions thématiques de ses œuvres graphiques ont lieu en 1987, Natavan-Choucha en 1991, Étoiles de la Nation en 2001 et des expositions du 75e anniversaire en 2006.
Les œuvres de l'artiste sont conservées au Musée national d'art d'Azerbaïdjan, à la Galerie d'art d'État d'Azerbaïdjan, dans des musées étrangers et de prestigieuses collections privées.
Altay Hajiyev consacre beaucoup de temps au développement de graphiques de livres. Il  peint de nombreuses œuvres. Dans les années 1960 il reflète dans ses tableaux les travaux de construction et de reconstruction à Bakou et crée la première série appelée Nouveau Bakou. La nouvelle série, intitulée Khazar(la mer Caspienne) Orgueil de la mer et Le propriétaire de la mer Caspienne.
Ses œuvres Tomris, Mahsati Gandjavi, Sara Khatun, Khourchidbanou Natavan, Tuti Bika, Achig Pari, Agha Beyim Agha et d'autres de la série Étoiles de la Nation sont remarquables.

## Récompenses
- Ordre d'honneur du Présidium du Soviet suprême de la RSS d'Azerbaïdjan (1968)
- Titre honorifique d'« Artiste émérite de la RSS d'Azerbaïdjan »  (1er décembre 1982)[3]
- Prix Humay (1995) Monde Fuzuli-500.
- Prix de l'Open Society Institute pour la meilleure conception artistique de livres pour enfants (1999)
- Titre honorifique Artiste du peuple de la République d'Azerbaïdjan (30 mai 2002)
- Bourse individuelle du Président de la République d'Azerbaïdjan (23 décembre 2004)